# Koeleria heribaudii
Koeleria heribaudii är en gräsart som beskrevs av József Ujhelyi. Koeleria heribaudii ingår i släktet tofsäxingar, och familjen gräs. Inga underarter finns listade i Catalogue of Life.